# 酢酸菌
酢酸菌（さくさんきん）は、乳酸菌や納豆菌と並ぶ免疫賦活作用を有する食用の発酵菌の1つ。ヒドロキシ基をカルボキシ基に変換する酸化酵素を持ち、アルコールを酢（酢酸）に変換することができる。
酢酸を産生するグラム陰性の好気性細菌の総称である酢酸菌を用いた代表的な発酵食品が、食酢である。食酢生産に用いられる代表的な酢酸菌は、アセトバクター属 Acetobacter、グルコナセトバクター属Gluconacetobacterである。耐酸性を有し、pH 5.0 以下でも問題なく増殖するが、好適な範囲は5.4から6.3である。

## 解説
アセトバクター属がフランス人細菌学者のルイ・パスツールにより1864年発見された。
アセトバクター属 Acetobacter は、エタノールを細胞膜にあるピロロキノリンキノン依存性アルコールデヒドロゲナーゼとMCD（モリブドプテリンシチジンジヌクレオチド）依存性アセトアルデヒドデヒドロゲナーゼによって酢酸に変化させる。グルコノバクター属 Gluconobacter は、ソルビトール（D-グルコース）を L-ソルボースに変化させる。
グルコナセトバクター属 Gluconacetobacter は、アセトバクター属と同様にエタノールを酢酸に変換する能力と、グルコノバクター属と同様に一部の糖を酸化して糖酸に変換する能力を有する。ナタ菌と呼ばれるグルコノアセトバクター・キシリナス（旧名アセトバクター・キシリナム）をはじめとする一部の種はセルロースを産生する能力がある。

## 生物学的特徴
常在菌として広く自然界に存在し、天然には糖や植物性の炭水化物が酵母により醗酵してエタノールが生成しているような場所に存在する。花の蜜や傷ついた果実などからも単離される。また、低温殺菌・濾過滅菌していない、作りたてのリンゴのシードルやビールにもよくみられる。酢酸菌は好気性を持つため、そのような液体においては表面に膜を作る形で成長する。ワインなどの比較的アルコール度数の低い酒に酢酸菌が作用すると酢ができる。
アセトバクター属など一部の属は、クエン酸回路酵素によって酢酸を二酸化炭素にまで酸化できる。グルコノバクター属などは酵素を完全な形では持っていないため、酢酸をさらに酸化することはできない。
アセトバクター・キシリナム Acetobacter xylinum はグルコースなどの糖類を発酵してセルロース繊維を合成する。1990年代初め頃にブームとなったデザート、ナタ・デ・ココもこの作用の産物である。Acetobacter xylinum の産生するセルロースは、植物性由来のセルロースと比較して1⁄100以下と非常に細く、それらが緻密に絡み合うことで非常にヤング率の高いシートがつくられ、工業利用法が検討されている。酢酸菌をはじめとした植物以外の生物が産生するセルロースはバクテリアセルロースまたはマイクロバイアルセルロースと呼ばれている。フィリピンの食品であるナタ、ナタデココは上記の酢酸菌の産出したセルロースゲルであるが、これを生成する酢酸菌のことをナタ菌と呼ぶことがある。

## 下位分類
- アセトバクター属 Acetobacter
  - アセトバクター・アセチ Acetobacter aceti
  - アセトバクター・オリエンタリス Acetobacter orientalis
  - アセトバクター・パスツリアナス Acetobacter pasteurianus
  - アセトバクター・キシリナム Acetobacter xylinum
- グルコナセトバクター属 Gluconacetobacter
  - グルコナアセトバクター・コンブチャ Gluconacetobacter kombuchae
  - グルコナアセトバクター・コンブチャキシリナム Gluconacetobacter xylinum
  - グルコナアセトバクター・ハンゼニイ Gluconacetobacter hansenii
- グルコノバクター属 Gluconobacter
  - グルコノバクター・アルビダス Gluconobacter albidus
- アシディフィラム属 Acidiphilium
- アシディスファエラ属 Acidisphaera
- アシドセラ属 Acidocella
- アシドモナス属 Acidomonas
- アサイア属 Asaia
- Belnapia
- クラウロコッカス属 Craurococcus
- コザキア属 Kozakia
- Leahibacter
- ムリコッカス属 Muricoccus
- Neoasaia
- Oleomonas
- パラクラウロコッカス属 Paracraurococcus
- ロドピラ属 Rhodopila
- ロゼオコッカス属 Roseococcus
- ルブリテピダ属 Rubritepida
- Saccharibacter
- ステラ属 Stella
- Swaminathania
- テイココッカス属 Teichococcus
- ザヴァルジニア属 Zavarzinia

## 酢酸菌を使用した食品
- 食酢、にごり酢
- ナタ・デ・ココ
- 紅茶キノコ
- カスピ海ヨーグルト
- スメタナ

## 酢酸菌を使用した工業製品
- ナタ・デ・ココ - 「食品以外での利用」の項を参照